# Dunasor (Dunaújváros)
A Dunasor Dunaújváros városrésze. A Városháza tér és a kórház közötti területet öleli fel, határai a Kossuth Lajos utca, Vasmű út, Kohász utca, Duna sor és a Panoráma út.
1951 tavaszán 30 000 fő rohammunkás érkezett a városba, hogy az építési tervek határidőre teljesítve legyenek. 1950-ben a várost még 25 000 főre tervezték, később ezt 60 000 főre bővítették.
Húsz terv alapján választották ki a Városháza tér elrendezéséhez a nyertes pályázatot. 1957-től a Városi Tanács irányította a továbbiakban a beruházásokat. A dunaújvárosi Dunasor épületeit többek között Tiefenbeck József, Bakos Béla, Baranyai Ferenc, Solti Ádám, Cserba Dezső, Balla József, Farkasdy Zoltán, Kürthy László tervezték.
A Felső Dunasor Erkel-kert és Liszt-kert melletti, a Duna-part felőli részt jelenti.
1965 körül kezdetleges tervek alapján kezdték beépíteni. A szélső házsort mintegy készen rakták le a Duna-partra. 
A Felső Dunasorban találjuk az idősek otthonát szép parkkal együtt. Az épületet az 1980-as években emelték.